# Ragvald I
Ragvald I var en biskop i Åbo, död 1266.
Han är omtalad 1261, och var enligt biskopskrönikan östgöte och tidigare kungens (Valdemar) kansler. Enligt samma källa inkrävde han som den förste matskatt. Det var en skatt till kyrkan, som erlades i smör och liknande till biskopsstolen.